# Lijst van Tweede Kamerleden voor de RKSP
Een overzicht van alle voormalige Tweede Kamerleden voor de Roomsch-Katholieke Staatspartij (RKSP).
| Tweede Kamerlid                | Begindatum        | Einddatum         |
| ------------------------------ | ----------------- | ----------------- |
| P.J.M. Aalberse                | 17 september 1929 | 8 november 1937   |
| J.J.C. Ament                   | 17 september 1929 | 18 september 1932 |
| W.J. Andriessen                | 8 juni 1937       | 3 juni 1946       |
| F.J.H. Bachg                   | 8 juni 1937       | 3 juni 1946       |
| M.L.F. Bajetto                 | 8 juni 1937       | 3 juni 1946       |
| L.J.C. Beaufort                | 8 juni 1937       | 3 juni 1946       |
| Ch.L. van de Bilt              | 17 september 1929 | 7 juni 1937       |
| M.Ch.E. Bongaerts              | 17 september 1929 | 6 oktober 1945    |
| H.E. van den Brule             | 30 juni 1936      | 3 juni 1946       |
| L.N. Deckers                   | 9 mei 1933        | 25 mei 1933       |
| L.N. Deckers                   | 8 juni 1937       | 31 maart 1946     |
| W.J. Droesen                   | 9 mei 1933        | 3 juni 1946       |
| A.H.J. Engels                  | 17 september 1929 | 7 juni 1937       |
| L.J.M. Feber                   | 17 september 1929 | 27 april 1936     |
| A.N. Fleskens                  | 17 september 1929 | 16 september 1935 |
| C.M.J.F. Goseling              | 17 september 1929 | 26 juni 1937      |
| J. Groen Azn.                  | 9 mei 1933        | 3 juni 1946       |
| L.F. Guit                      | 17 september 1929 | 30 september 1932 |
| J.A.G.M. van Hellenberg Hubar  | 17 september 1929 | 1 februari 1934   |
| H.G.M. Hermans                 | 17 september 1929 | 14 februari 1942  |
| J.J.W. IJsselmuiden            | 9 mei 1933        | 3 juni 1946       |
| H. Jongen                      | 20 november 1945  | 3 juni 1946       |
| G.W. Kampschöer                | 17 september 1929 | 7 juni 1937       |
| Y. Keestra                     | 3 mei 1932        | 8 mei 1933        |
| G.W.J. van Koeverden           | 27 juni 1933      | 7 juni 1937       |
| W.L.P.M. de Kort               | 20 november 1945  | 3 juni 1946       |
| L.G. Kortenhorst               | 17 september 1929 | 3 juni 1946       |
| C.J. Kuiper                    | 17 september 1929 | 18 januari 1942   |
| E.Th. Lockefeer                | 17 september 1929 | 8 mei 1933        |
| E.Th. Lockefeer                | 7 november 1935   | 7 juni 1937       |
| A.J. Loerakker                 | 17 september 1929 | 3 juni 1946       |
| J.H. van Maarseveen            | 21 september 1937 | 3 juni 1946       |
| J.H. Maenen                    | 13 oktober 1931   | 8 mei 1933        |
| J.M.J.A. Meijer                | 17 september 1929 | 7 juni 1937       |
| A. van der Meijs               | 17 september 1929 | 8 mei 1933        |
| A.J.J.M. Mes                   | 8 juni 1937       | 3 juni 1946       |
| Ch.J.M. Mol                    | 30 april 1946     | 3 juni 1946       |
| H.W.E. Moller                  | 17 september 1929 | 5 december 1940   |
| W.H. Nolens                    | 17 september 1929 | 26 augustus 1931  |
| M.J.M. van Poll                | 17 september 1929 | 3 juni 1946       |
| K.L.H. van der Putt            | 9 mei 1933        | 31 mei 1939       |
| C.K.J.M. Receveur              | 20 november 1945  | 3 juni 1946       |
| C.P.M. Romme                   | 31 januari 1933   | 8 mei 1933        |
| E.G.M. Roolvink                | 23 november 1937  | 3 juni 1946       |
| Ch.J.M. Ruijs de Beerenbrouck  | 9 mei 1933        | 16 april 1936     |
| G.A.M.J. Ruijs de Beerenbrouck | 8 juni 1937       | 3 juni 1946       |
| H. Ruijter                     | 8 juni 1937       | 3 juni 1946       |
| Th.F.M. Schaepman              | 17 september 1929 | 7 juni 1937       |
| Th.F.M. Schaepman              | 21 juni 1939      | 3 juni 1946       |
| J.R.H. van Schaik              | 17 september 1929 | 31 mei 1933       |
| J.R.H. van Schaik              | 8 juni 1937       | 3 juni 1946       |
| P.J.S. Serrarens               | 8 juni 1937       | 3 juni 1946       |
| M.P.L. Steenberghe             | 8 juni 1937       | 23 juni 1937      |
| W. Steinmetz                   | 9 mei 1933        | 3 juni 1946       |
| E.J.M. Stumpel                 | 6 maart 1934      | 3 juni 1946       |
| J.G. Suring                    | 17 september 1929 | 18 december 1941  |
| J.C.M. Sweens                  | 21 september 1937 | 3 juni 1946       |
| F.G.C.J.M. Teulings            | 17 september 1929 | 3 juni 1946       |
| P.W.H. Truijen                 | 8 november 1932   | 8 mei 1933        |
| P.W.H. Truijen                 | 9 juni 1936       | 3 juni 1946       |
| F.Th.H. Uijen                  | 17 september 1929 | 8 mei 1933        |
| H.J.J. van Velthoven           | 20 november 1945  | 3 juni 1946       |
| T.J. Verschuur                 | 9 mei 1933        | 29 mei 1933       |
| J.C.H.H. de Vink               | 20 november 1945  | 3 juni 1946       |
| L.F.J.M. van Voorst tot Voorst | 17 september 1929 | 7 juni 1937       |
| J. Vos Azn.                    | 17 september 1929 | 8 mei 1933        |
| A.C.A. van Vuuren              | 17 september 1929 | 1 april 1932      |
| M.P. van der Weijden           | 27 juni 1933      | 3 juni 1946       |
| Ch.J.I.M. Welter               | 8 juni 1937       | 26 juni 1937      |
| A.I.M.J. van Wijnbergen        | 17 september 1929 | 8 mei 1933        |